# Salon de thé des chutes Twin
Le Salon de thé des chutes Twin est un site historique national du Canada situé dans le Parc national de Yoho en Colombie-Britannique.
C'est un chalet en rondins, construit suivant la tradition rustique à partir de 1908 à proximité des chutes Twin (anglais : Twin Falls).
Le bâtiment a été agrandi en 1923.

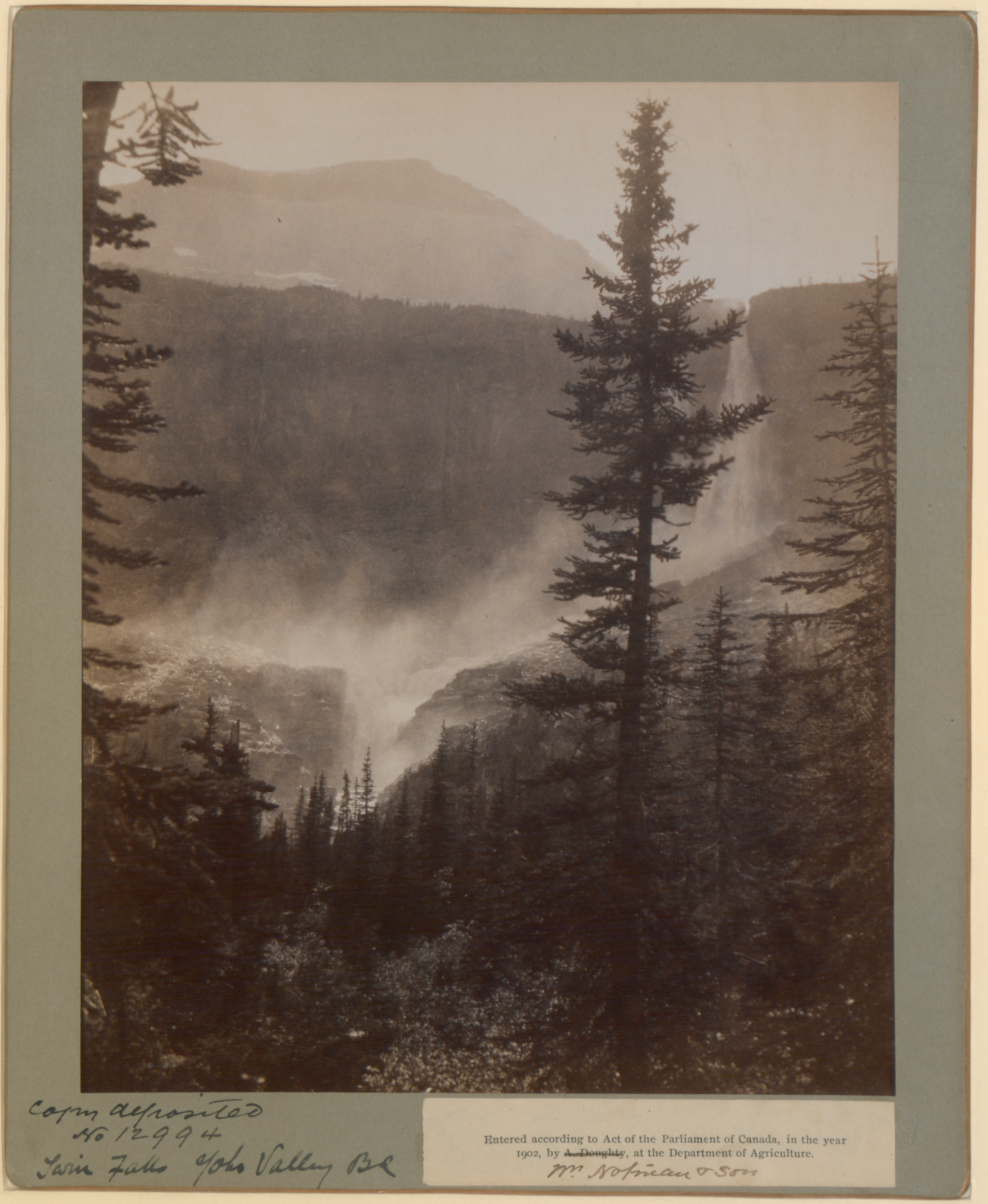
Les chutes Twin en 1902.
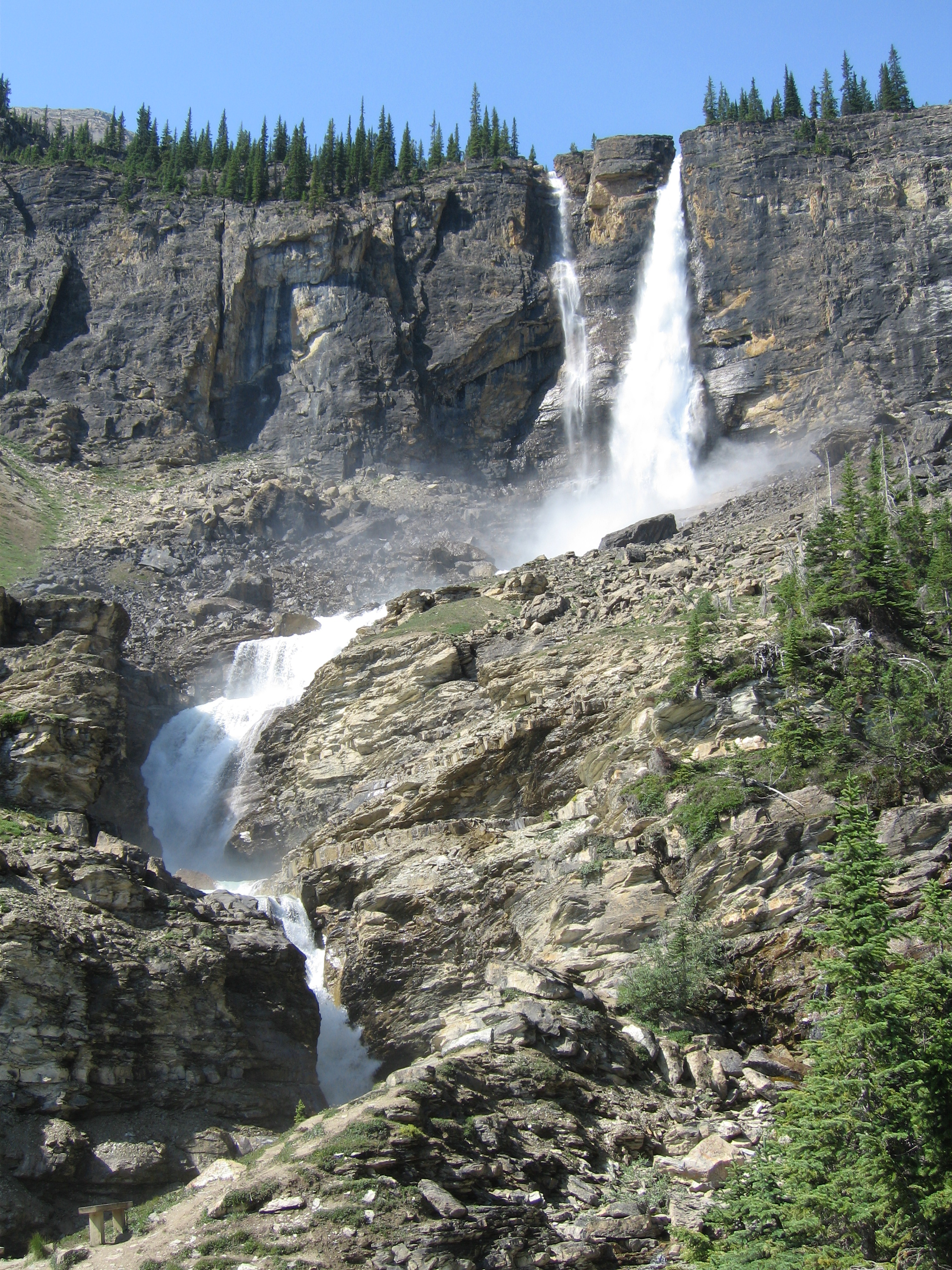
Les chutes Twin en 2009.